# Mirko Smiljanic
Mirko Smiljanic (* 22. Februar 1951 in Mansfield, Nottinghamshire, Vereinigtes Königreich) ist ein Technik- und Wissenschaftsjournalist für Hörfunk und Fernsehen aus Köln.

## Leben
Smiljanic arbeitet seit 1985 als Technik- und Wissenschaftsjournalist für Radio und Fernsehen, zunächst beim Sender Freies Berlin (SFB), anschließend vorwiegend für den Deutschlandfunk und WDR sowie den Südwestrundfunk. Im DLF arbeitete er eine Zeitlang für das Wissenschaftsmagazin „Forschung aktuell“, sowie dessen Feiertagsausgabe „Wissenschaft im Brennpunkt“, sowie die Bildungs- und Diskussionssendung „Forum Pisa“, das Gesundheitsmagazin „Sprechstunde“, die Sendung „Studiozeit“ und „Hintergrund“.
Smiljanic ist Mitglied der Wissenschafts-Pressekonferenz (WPK), wo er aktuelle Technik- und Wissenschaftsthemen mitgestaltet.

## Auszeichnungen
- 2004: zusammen mit Peter Welchering den Helmut-Sontag-Preis des Deutschen Bibliotheksverbandes (dbv) e. V.
- 2009: Medienpreis des Berufsverbandes Deutscher Augenärzte für seine Beiträge in der DLF-Sendung „Sprechstunde“[4]